# Vòng loại Giải vô địch bóng đá nữ U-20 thế giới khu vực châu Phi 2015
Vòng loại Giải vô địch bóng đá nữ U-20 thế giới khu vực châu Phi 2015 diễn ra từ 2 tháng 5 đến 8 tháng 11 năm 2015. Hai đội tuyển Nigeria và Ghana là hai đại diện cho khu vực châu Phi tham dự Giải vô địch bóng đá nữ U-20 thế giới 2016.

## Vòng sơ loại
| Đội 1        | TTS | Đội 2        | Lượt đi | Lượt về |
| ------------ | --- | ------------ | ------- | ------- |
| Djibouti     | 0–7 | Burkina Faso | 0–2     | 0–5     |
| CHDC Congo   | 6–0 | Gabon        | 5–0     | 1–0     |
| Sierra Leone | w/o | Liberia      | —       | —       |

- Ghi chú: Sierra Leone bỏ cuộc.[2] Lượt đi trận CHDC Congo và Gabon bị hoãn sang ngày 9 tháng 5 do vấn đề sân bãi, rồi sau đó lại tới 16 tháng 5 do Gabon lỡ chuyến bay.[3]

| Djibouti | 0–2      | Burkina Faso    |
| -------- | -------- | --------------- |
|          | Chi tiết | Sawadogo ?', ?' |

| Burkina Faso                                                   | 5–0      | Djibouti |
| -------------------------------------------------------------- | -------- | -------- |
| Traoré 5', 46' · Sawadogo 11' · Compaoré 46' (ph.đ.) · Sow 81' | Chi tiết |          |

Burkina Faso thắng với tổng tỉ số 7–0.
| CHDC Congo                                             | 5–0      | Gabon |
| ------------------------------------------------------ | -------- | ----- |
| Mwadi 13', 32' · Makiese 53' · Salu 68' · Muyenga 90+' | Chi tiết |       |

| Gabon | 0–1      | CHDC Congo |
| ----- | -------- | ---------- |
|       | Chi tiết | Salu 44'   |

CHDC Congo thắng với tổng tỉ số 6–0.
| Sierra Leone | Bị hủy   | Liberia |
| ------------ | -------- | ------- |
|              | Chi tiết |         |

| Liberia | Bị hủy   | Sierra Leone |
| ------- | -------- | ------------ |
|         | Chi tiết |              |

Liberia nghiễm nhiên thắng.

## Vòng một
| Đội 1           | TTS  | Đội 2        | Lượt đi | Lượt về |
| --------------- | ---- | ------------ | ------- | ------- |
| Algérie         | 2–3  | Burkina Faso | 1–2     | 1–1     |
| Cameroon        | 1–2  | Ethiopia     | 0–0     | 1–2     |
| Guinea Xích Đạo | 4–0  | Mali         | 4–0     | 0–0     |
| Ghana           | 8–0  | Sénégal      | 6–0     | 2–0     |
| CHDC Congo      | 5–0  | Namibia      | 4–0     | 1–0     |
| Liberia         | 1–14 | Nigeria      | 1–7     | 0–7     |
| Tanzania        | 0–4  | Zambia       | 0–4     | 0–0     |
| Nam Phi         | 9–1  | Botswana     | 8–1     | 1–0     |

| Algérie             | 1–2      | Burkina Faso                 |
| ------------------- | -------- | ---------------------------- |
| Meskari 47' (ph.đ.) | Chi tiết | Coulibaly 25' · Ouattara 85' |

| Burkina Faso | 1–1      | Algérie    |
| ------------ | -------- | ---------- |
| Drabo 36'    | Chi tiết | Lamari 75' |

Burkina Faso thắng với tổng tỉ số 3–2.
| Cameroon | 0–0      | Ethiopia |
| -------- | -------- | -------- |
|          | Chi tiết |          |

| Ethiopia       | 2–1      | Cameroon     |
| -------------- | -------- | ------------ |
| Abera 18', 54' | Chi tiết | Mbengono 40' |

Ethiopia thắng với tổng tỉ số 2–1.
| Guinea Xích Đạo                             | 4–0      | Mali |
| ------------------------------------------- | -------- | ---- |
| Esono 37' · Aju ?' · Nsang ?' · Abossolo ?' | Chi tiết |      |

| Mali | 0–0      | Guinea Xích Đạo |
| ---- | -------- | --------------- |
|      | Chi tiết |                 |

Guinea Xích Đạo thắng với tổng tỉ số 4–0.
| Ghana                                                                      | 6–0      | Sénégal |
| -------------------------------------------------------------------------- | -------- | ------- |
| Owusu-Ansah 2', 90' · Alhassan 17' (ph.đ.) · Adubea 32' · Ayieyam 41', 78' | Chi tiết |         |

| Sénégal | 0–2      | Ghana                 |
| ------- | -------- | --------------------- |
|         | Chi tiết | Ayieyam ?' · Niber ?' |

Ghana thắng với tổng tỉ số 8–0.
| CHDC Congo                                | 4–0      | Namibia |
| ----------------------------------------- | -------- | ------- |
| Boyengwa 4' · Mwadi 13', 51' · Mawete 44' | Chi tiết |         |

| Namibia | 0–1      | CHDC Congo |
| ------- | -------- | ---------- |
|         | Chi tiết | Mwadi 64'  |

CHDC Congo thắng với tổng tỉ số 5–0.
| Liberia   | 1–7      | Nigeria                                                             |
| --------- | -------- | ------------------------------------------------------------------- |
| Sayee 40' | Chi tiết | Adeboyejo 15', 36', 60' · Ihezuo 30' · Sunday 70' · Ojinma 78', 87' |

| Nigeria                                                                      | 7–0      | Liberia |
| ---------------------------------------------------------------------------- | -------- | ------- |
| Uchendu 23' · Ojinma 26' · Yakubu 35', 77' · Adeboyejo 39' · Bokiri 71', 82' | Chi tiết |         |

Nigeria thắng với tổng tỉ số 14–1.
| Tanzania | 0–4      | Zambia                                                 |
| -------- | -------- | ------------------------------------------------------ |
|          | Chi tiết | Phiri 4' · Lungu 20' · Banda 33' · Wilombe 50' (ph.đ.) |

| Zambia | 0–0      | Tanzania |
| ------ | -------- | -------- |
|        | Chi tiết |          |

Zambia thắng với tổng tỉ số 4–0.
| Nam Phi                                                                                      | 8–1      | Botswana   |
| -------------------------------------------------------------------------------------------- | -------- | ---------- |
| Wiltshire 8' · Salgado 27', 78' (ph.đ.) · Ndyebi 35', 50' · Kgatlana 40', 58' · Motlhalo 52' | Chi tiết | Mathlo 56' |

| Botswana | 0–1      | Nam Phi     |
| -------- | -------- | ----------- |
|          | Chi tiết | Sikweza 48' |

Nam Phi thắng với tổng tỉ số 9–1.

## Vòng hai
| Đội 1           | TTS | Đội 2    | Lượt đi | Lượt về |
| --------------- | --- | -------- | ------- | ------- |
| Burkina Faso    | 0–2 | Ethiopia | 0–2     | 0–0     |
| Guinea Xích Đạo | 0–3 | Ghana    | 0–1     | 0–2     |
| CHDC Congo      | 1–4 | Nigeria  | 1–2     | 0–2     |
| Zambia          | 2–3 | Nam Phi  | 0–0     | 2–3     |

Ghi chú: Lượt đi trận Burkina Faso gặp Ethiopia được dời sang ngày 3 tháng 10, sau là 10 tháng 10, do chính biến tại Burkina Faso.
| Burkina Faso | 0–2      | Ethiopia      |
| ------------ | -------- | ------------- |
|              | Chi tiết | Abera 8', 69' |

| Ethiopia | 0–0      | Burkina Faso |
| -------- | -------- | ------------ |
|          | Chi tiết |              |

Ethiopia thắng với tổng tỉ số 2–0.
| Guinea Xích Đạo | 0–1      | Ghana            |
| --------------- | -------- | ---------------- |
|                 | Chi tiết | Diwura-Soale 31' |

| Ghana                  | 2–0      | Guinea Xích Đạo |
| ---------------------- | -------- | --------------- |
| Niber 73' · Appiah 90' | Chi tiết |                 |

Ghana thắng với tổng tỉ số 3–0.
| CHDC Congo | 1–2      | Nigeria                 |
| ---------- | -------- | ----------------------- |
| Salu 38'   | Chi tiết | Uchendu 6' · Ihezuo 12' |

| Nigeria        | 2–0      | CHDC Congo |
| -------------- | -------- | ---------- |
| Ihezuo 8', 56' | Chi tiết |            |

Nigeria thắng với tổng tỉ số 4–1.
| Zambia | 0–0      | Nam Phi |
| ------ | -------- | ------- |
|        | Chi tiết |         |

| Nam Phi                         | 3–2      | Zambia                 |
| ------------------------------- | -------- | ---------------------- |
| Motlhalo 1', 74' · Makhoali 55' | Chi tiết | Banda 52' · Musesa 57' |

Nam Phi thắng với tổng tỉ số 3–2.

## Vòng ba
| Đội 1    | TTS | Đội 2   | Lượt đi | Lượt về |
| -------- | --- | ------- | ------- | ------- |
| Ethiopia | 2–6 | Ghana   | 2–2     | 0–4     |
| Nigeria  | 3–1 | Nam Phi | 2–1     | 1–0     |

| Ethiopia       | 2–2      | Ghana                     |
| -------------- | -------- | ------------------------- |
| Abera 15', 22' | Chi tiết | Muso 4' (l.n.) · Addo 80' |

| Ghana                                  | 4–0      | Ethiopia |
| -------------------------------------- | -------- | -------- |
| Adubea 33', 51' · Owusu-Ansah 49', 67' | Chi tiết |          |

Ghana thắng với tổng tỉ số 6–2.
| Nigeria                               | 2–1      | Nam Phi             |
| ------------------------------------- | -------- | ------------------- |
| Ihezuo 30' · Van Reyneveld 45' (l.n.) | Chi tiết | Salgado 90' (ph.đ.) |

| Nam Phi | 0–1      | Nigeria    |
| ------- | -------- | ---------- |
|         | Chi tiết | Ihezuo 16' |

Nigeria thắng với tổng tỉ số 3–1.

## Các đội vượt qua vòng loại
| Đội     | Ngày vượt qua       | Số lần tham dự World Cup U-20                |
| ------- | ------------------- | -------------------------------------------- |
| Ghana   | 8 tháng 11 năm 2015 | 3 (2010, 2012, 2014)                         |
| Nigeria | 8 tháng 11 năm 2015 | 7 (2002, 2004, 2006, 2008, 2010, 2012, 2014) |